# Dodonaea inaequifolia
Dodonaea inaequifolia là một loài thực vật có hoa trong họ Bồ hòn. Loài này được Turcz. mô tả khoa học đầu tiên năm 1858.